# Sergestes paraseminudus
Sergestes paraseminudus är en kräftdjursart som beskrevs av Crosnier och Forest 1973. Sergestes paraseminudus ingår i släktet Sergestes och familjen Sergestidae. Inga underarter finns listade i Catalogue of Life.